# Новое (Крым)
Но́вое (до 1948 года Сары́-Була́т Неме́цкий; укр. Нове, крымскотат. Nemse Sarı Bolat, Немсе Сары Болат) — исчезнувшее село в Раздольненском районе Республики Крым, располагавшееся на севере района, в степной части Крыма, примерно в 2,5 километрах восточнее современного села Кропоткино.

## История
Поселение крымских немцев лютеран Сары-Булат, судя по доступным историческим документам, возникло на месте одноимённого татарского селения, которое, как Сары Сыман, в последний период Крымского ханства входил в Мангытский кадылык Козловскаго каймаканства. После присоединения Крыма к России (8) 19 апреля 1783 года, (8) 19 февраля 1784 года, именным указом Екатерины II сенату, на территории бывшего Крымского ханства была образована Таврическая область и деревня была приписана к Евпаторийскому уезду. После павловских реформ, с 1796 по 1802 год входила в Акмечетский уезд Новороссийской губернии. По новому административному делению, после создания 8 (20) октября 1802 года Таврической губернии, селение находилось на территории Джелаирской волости Евпаторийского уезда. Сары-Булат (без указания числа дворов), отмечен на карте генерал-майора Мухина 1817 года, на карте 1836 года в деревне 28 дворов, а на карте 1842 года — 23 двора. По обследованиям профессора А. Н. Козловского 1867 года, вода в колодцах деревни Сары-Булат Биюк-Асской волости была «соленоватая» а их глубина колебалась от 20 до 25 саженей (42—53 м). Как большое, селение ещё отмечено на трехверстовой карте Шуберта 1865 года, а уже на карте с корректурой 1876 года — хутор Сары-Булат, при этом ни в одном из доступных исторических документов Сары-Булат упоминается.
Немецкое поселение было основано в 1900 году на 1000 десятинах земли. В «…Памятной книжке Таврической губернии на 1900 год» в Коджанбакской волости Евпаторийского уезда значится усадьба Сарыбулат, в которой числилось 88 жителей в 15 дворах. По Статистическому справочнику Таврической губернии. Ч.II-я. Статистический очерк, выпуск пятый Евпаторийский уезд, 1915 год, на хуторе Сары-Булат (В. И. Гюнтера) Коджамбакской волости Евпаторийского уезда числилось 2 двора с немецким населением в количестве 11 человек приписных жителей и 40 — «посторонних». Согласно списку 1915 года «…русских подданных из австрийских, венгерских или германских выходцев» землевладельцев, опубликованном в газете «Таврические губернские ведомости» в апреле 1915 года, при деревне Сарыбулат значился Гютнер Вильгельм Иоганнович, имевший 1200 десятин земли.
После установления в Крыму Советской власти, по постановлению Крымревкома от 8 января 1921 года № 206 «Об изменении административных границ» была упразднена волостная система и село вошло в состав Бакальского района Евпаторийского уезда, а в 1922 году уезды получили название округов. 11 октября 1923 года, согласно постановлению ВЦИК, в административное деление Крымской АССР были внесены изменения, в результате которых округа были отменены, Бакальский район упразднён и село вошло в состав Евпаторийского района. Согласно Списку населённых пунктов Крымской АССР по Всесоюзной переписи 17 декабря 1926 года, в селе Сары-Булат Старый (немецкий), Ак-Шеихского сельсовета (в котором село состоит всю дальнейшую историю) Евпаторийского района, числился 21 двор, из них 20 крестьянских, население составляло 94 человека, из них 88 немцев, 4 украинцев, 1 русский, 1 записан в графе «прочие». После создания в 1935 году Ак-Шеихского района (переименованного в 1944 году в Раздольненский) Сары Булат немецкий включили в его состав.
Вскоре после начала Великой Отечественной войны, 18 августа 1941 года крымские немцы были выселены, сначала в Ставропольский край, а затем в Сибирь и северный Казахстан.
С 25 июня 1946 года Сары Булат в составе Крымской области РСФСР. Указом Президиума Верховного Совета РСФСР от 18 мая 1948 года, Сары Булат немецкий переименовали в Новую. 26 апреля 1954 года Крымская область была передана из состава РСФСР в состав УССР. Ликвидировано к 1968 году (согласно справочнику «Крымская область. Административно-территориальное деление на 1 января 1968 года» — в период с 1954 по 1968 годы, уже как село Раздольненского поссовета).